# Тороидальный вихрь

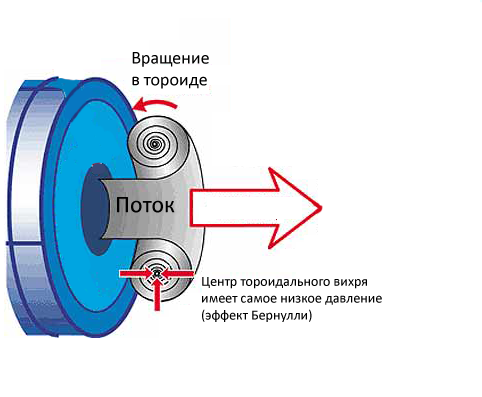
Схема образования тороидального вихря

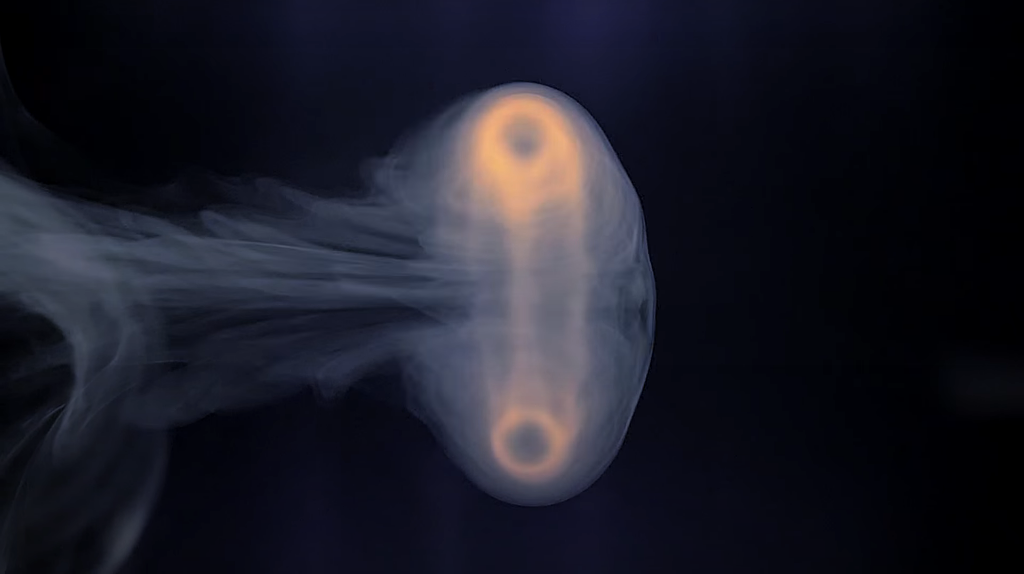
Тороидальный вихрь из дыма в замедленной съемке

Тороидальный вихрь — оптимальная форма движения вещества в среде. В узком смысле — явление, при котором область вращающейся жидкости или газа перемещается через ту же самую или другую область жидкости или газа. Тороидальный вихрь состоит из двух основных частей:
1. Поток, который проходит через центр вихря и имеет цилиндрическую форму;
2. Тороид.

Пример тороидального вихря — кольца сигаретного дыма.

## История
Тороидальные вихри широко представлены в природе — это кольца из дыма; вихри из облаков, которые образуют кольца; в воде воронки являются составной частью вихря, который образуется под водой. В живой природе тоже присутствуют тороидальные вихри — это, например, грибы шампиньоны и медузы. В целом в воздухе постоянно образуются тороидальные вихри, но они не доступны для нашего глаза
Вихревые кольца были впервые математически проанализированы немецким физиком Германом фон Гельмгольцем в его статье 1867 года «Об интегралах гидродинамических уравнений, которые выражают вихревые движения».

## Вихреобразное кольцо и структура

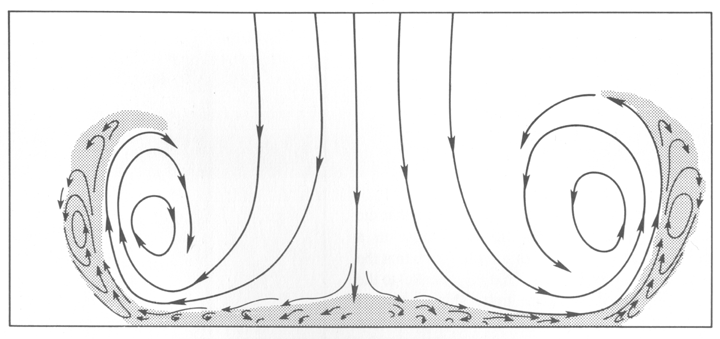
Вихревые кольца микровзрыва.

Одним из способов создания вихревого кольца может быть внедрение компактной массы быстро движущейся жидкости А в массу неподвижной жидкости B (А и B могут быть химически одной и той же жидкостью). Вязкое трение на границе между двумя жидкостями замедляет слои массы А относительно её ядра, а движение массы А вперёд формирует сзади 'тень' пониженного давления. Благодаря этому слои массы B огибают массу А и собираются сзади, где входят в A вслед за более быстро движущейся внутренней частью. В конечном итоге образуется полоидальный поток, который формирует вихревое кольцо.
Передний край шлейфа, который иногда называют «исходным шлейфом», как правило, имеет вихревую кольцевую структуру, равно как и кольца дыма. Движение изолированного вихревого кольца и взаимодействие двух или более вихрей обсуждаются, например, у автора учебника Батчелора.
Для многих целей вихревое кольцо может быть аппроксимировано как наличие вихревого ядра небольшого сечения. Однако простое теоретическое решение называется сферическим вихрем Хилла, в котором вихрь распределяется внутри сферы (внутренняя симметрия течения, однако, до сих пор кольцевая). Такая структура или электромагнитный эквивалент был предложен в качестве объяснения внутренней структуры шаровой молнии. Например, Шафранов использовал магнитогидродинамические (МГД) аналогии с неподвижной жидкостью Хилла, механический вихрь рассматривался в условиях равновесия осесимметричных конфигураций МГД, сводя задачу к теории стационарных потоков несжимаемой жидкости. В осевой симметрии он считал общего равновесия для распределенных токов и заключенных под Теорема вириала, что если бы не было гравитации, ограниченные равновесные конфигурации могут существовать только при наличии азимутального тока.

## Эффект вихревого кольца навертолётах

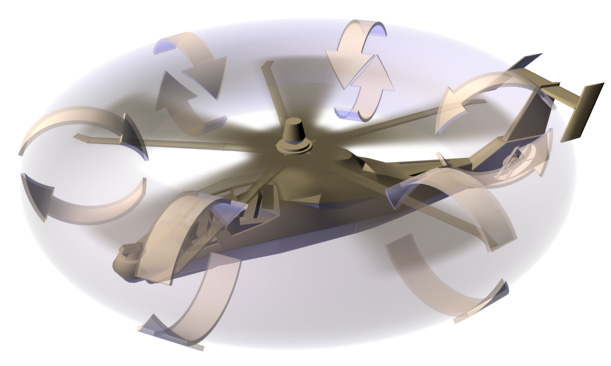
Вихревое кольцо: изогнутые стрелки показывают циркуляцию потоков воздуха относительно плоскости вращения несущего винта

Состояние Вихревого Кольца (VRS, англ. Vortex ring state) является опасной ситуацией, встречающейся в полётах на вертолёте. Эффект возникает при одновременном соблюдении следующих условий во время полёта:
- высокая скорость снижения,
- низкая горизонтальная скорость полёта,
- скорость полёта меньше, чем эффективная скорость поступательного подъёма,
- большая часть имеющейся мощности несущего винта вертолёта используется для направления воздушного потока вниз, чтобы создать подъёмную силу. Режим вихревого кольца наступает, например, при резком торможении или при быстром вертикальном снижении, когда вертолёт садится в собственную струю воздуха.

Поток воздуха, который движется вниз через винт, заворачивается наружу, потом поднимается вверх, засасывается внутрь и снова идёт вниз через винт. Эта рециркуляция потока может свести на нет большую часть подъёмной силы и привести к катастрофической потере высоты. Применение большей мощности (увеличение угла атаки) увеличивает поток воздуха вниз, в котором происходит снижение, что только усугубляет ситуацию. Для выхода из такого состояния необходимо вывести вертолёт из вихревой зоны «на чистый воздух».

## Вихревые кольца в левом желудочке сердца
Одним из самых важных жидкостных явлений, наблюдаемых в левом желудочке во время сердечной релаксации (диастолы), является вихревое кольцо, которое развивается с сильным реактивным потоком, проходящим через митральный клапан. Наличие этих потоков структур, которые развиваются во время сердечной диастолы первоначально признанной в пробирке визуализации желудочков поток и впоследствии усилен на основании анализа на основе цветового допплеровского картирования (УЗИ) и магнитно-резонансной томографии. Некоторые недавние исследования также подтвердили наличие вихревого кольца во время быстрого заполнения фазы диастолы и предполагают, что процесс образования вихревых колец может повлиять на динамику митрального кольца.

## Нестабильность
Своего рода азимутальная лучистая симметричная структура наблюдалась Maxworthy, когда вихревое кольцо двигалось с критической скоростью, которая находится между турбулентным и ламинарным состояниями. Позже Хуан и Чан сообщили, что если начальное состояние вихревого кольца не идеально круглое, будет происходить нестабильность другого рода. Эллиптическое вихревое кольцо совершает колебания, при которых оно сначала растягивается в вертикальном и сжимается в горизонтальном направлениях, затем проходит через промежуточное состояние, где оно круглое, после чего деформируется в обратном порядке (растягивается в горизонтальном направлении и сжимается в вертикальном), прежде чем обратить вспять процесс и возвратиться к исходному состоянию.

## Примеры получения тороидального вихря в домашних условиях
1. При равномерном нагреве тонкого слоя силиконового масла, перемешанного с алюминиевыми хлопьями и разлитого на плоскости, можно получить тороидальные вихри, представляющие собой ячейки Бенара. Эти ячейки возникают за счет тепловой конвекции, идущей от равномерно нагретой медной плоской поверхности вверх через центр каждой ячейки и затем вниз по краям контакта со смежными ячейками. Ячейки образуют гексагональную (сотовую) структуру с регулярным шагом и плотно заполняют поверхность. Каждая ячейка является тороидальным вихрем, ось вращения которого находится на срединной окружности.
2. "Я сделал большую машину — больше, чем любая, которую я до тех пор видел: кубический деревянный  ящик со стороной в четыре фута; одна из стенок была сделана из тонкой гибкой клеенки, свободно подвешенной, с двумя диагоналями из резиновых трубок, крепко привязанных по углам. Если ударить сильно кулаком по центру квадрата из клеенки, невидимое воздушное кольцо вылетало из ящика с такой скоростью и вращением, что сбивало большую картонную коробку с лекционного стола на пол, а удар кольца в лицо человека ощущался как мягкий толчок пуховой подушкой". (Вильям Сибрук. Роберт Вильямс Вуд. Современный чародей физической лаборатории)